# Zopheridae
Famille
Les Zopheridae forment une famille d'insectes de l'ordre des coléoptères.

## Taxonomie
Selon la classification de Hallan, où les Zopheridae sont gérés par Michael A. Ivie, et selon ITIS (6 mars 2014), le genre compte deux sous-familles[réf. nécessaire] :
- Colydiinae Erichson, 1845
  - Tribu Acropini Sharp, 1894
    - Acropis Burmeister, 1840
    - Ethelema Pascoe, 1860
    - Lemmis Pascoe, 1860
    - Plagiope Erichson, 1845

  - Tribu Adimerini Sharp, 1894
    - Monoedus Horn, 1882
    - Stenomonoedus Heinze, 1954

  - ColydiinaeIncertae  
    - Acolophoides Slipinski & Lawrence, 1997
    - Acostonotus Slipinski & Lawrence, 1997
    - Anisopaulax Reitter, 1877
    - Aplanetes Sharp, 1899
    - Bulasconotus Slipinski & Lawrence, 1997
    - Cicablabus Slipinski & Lawrence, 1997
    - Epistranodes Slipinski & Lawrence, 1997
    - Faecula Slipinski & Lawrence, 1997
    - Franzorphius Schuh, 1998
    - Hybonotus Slipinski & Lawrence, 1997
    - Lascobitoma Slipinski & Lawrence, 1997
    - Lepidosynchis Kolbe, 1897
    - Lobomesa Slipinski & Lawrence, 1997
    - Notocoxelus Slipinski & Lawrence, 1997
    - Opostirus Kirsch, 1865
    - Rhagoderidea Wickham, 1914
    - Rhizonium Sharp, 1876
    - Tarphiablabus Slipinski & Lawrence, 1997
    - Tentablabus Slipinski & Lawrence, 1997
    - Todimopsis Slipinski & Lawrence, 1997

  - Tribu Colydiinii Erichson, 1845
    - Anarmostes Pascoe, 1860
    - Aulonium Erichson, 1845
    - Colydium Fabricius, 1792
    - Pseudaulonium Reitter, 1877

  - Tribu Gempylodini Sharp, 1893
    - Aprostoma Guerin-Meneville, 1840
    - Endestes Pascoe, 1863
    - Gempylodes Pascoe, 1863
    - Mecedanum Erichson, 1845
    - Munaria Reitter, 1882
    - Pseudendestes Lawrence, 1980

  - Tribu Nematidiini Sharp, 1894
    - Nematidium Erichson, 1845

  - Tribu Rhagoderini LeConte & Horn, 1883
    - Rhagodera Mannerheim, 1843

  - Tribu Rhopalocerini Reitter, 1911
    - Rhopalocerus W. Redt

  - Tribu Sarrotriini Billberg, 1820
    - Diplagia Reitter, 1882
    - Helioctamenus Schaufuss, 1882
    - Orthocerus Latreille, 1796
- - Tribu Synchitini Erichson, 1845
    - Ablabus Broun, 1880
    - Acolobicus Sharp, 1894
    - Acolophus Sharp, 1886
    - Afrorthocerus Pope, 1959
    - Allobitoma Broun, 1921
    - Alluauditoma Dajoz, 1980
    - Anosyana Dajoz, 1980
    - Antilissus Sharp, 1879
    - Ascomma Waterhouse, 1876
    - Asprotera Pascoe, 1860
    - Asynchita Sharp, 1894
    - Atyscus Pascoe, 1863
    - Bhutania Dajoz, 1975
    - Bitoma Herbst, 1793
    - Bolcocius Dajoz, 1977
    - Bupala Pascoe, 1863
    - Caanthus Champion, 1894
    - Cacotarphius Sharp, 1894
    - Caprodes Pascoe, 1863
    - Catolaemus Sharp, 1894
    - Cebia Pascoe, 1863
    - Cerchanotus Erichson, 1845
    - Chorasus Sharp, 1882
    - Cicones Curtis, 1827
    - Ciconissus Broun, 1893
    - Colobicones Grouvelle, 1918
    - Colobicus Latreille, 1807
    - Colydodes Motschulsky, 1855
    - Corticus Latreille, 1829
    - Coxelus Dejean, 1821
    - Denophloeus Stephan, 1989
    - Diodesma Latreille, 1829
    - Diplotoma Erichson, 1845
    - Ditomoidea Grouvelle, 1906
    - Dryptops Broun, 1882
    - Emilka Slipinski, 1982
    - Enarsus Pascoe, 1866
    - Endeitoma Sharp, 1894
    - Endocoxelus Waterhouse, 1876
    - Endophloeus Dejean, 1834
    - Enhypnon Carter, 1919
    - Epistranus Sharp, 1878
    - Erylus Dajoz, 1969
    - Eucicones Sharp, 1894
    - Eudesma LeConte, 1863
    - Eulachus Erichson, 1845
    - Fenerivia Dajoz, 1980
    - Gathocles Broun, 1893
    - Glenentela Broun, 1893
    - Glyphocryptus Sharp, 1886
    - Heterargus Sharp, 1886
    - Holopleuridia Reitter, 1876
    - Hyberis Pascoe, 1860
    - Hystricones Sharp, 1894
    - Isotarphius Heller, 1916
    - Kanantsia Dajoz, 1980
    - Labrotrichus Sharp, 1894
    - Langelandia Aubé, 1842
    - Lasconotus Erichson, 1845
    - Lascotonus Grouvelle, 1895
    - Lascotrichus Pope, 1961
    - Lastrema Reitter, 1882
    - Linophloeus Dajoz, 1980
    - Lithostygnus Broun, 1886
    - Lobogestoria Reitter, 1878
    - Lyreus Aubé, 1861
- -     - Madacones Dajoz, 1980
    - Madadesia Dajoz, 1986
    - Madenphloeus Dajoz, 1980
    - Mamakius Pope, 1961
    - Megataphrus Casey, 1890
    - Microprius Fairmaire, 1868
    - Microsicus Sharp, 1894
    - Mnionychus Carter, 1926
    - Namunaria Reitter, 1882
    - Neotrichus Sharp, 1886
    - Niphopelta Reitter, 1882
    - Norix Broun, 1893
    - Nosodomodes Reitter, 1922
    - Paha Dajoz, 1984
    - Paratarphius Dajoz, 1971
    - Paryphus Erichson, 1845
    - Pharax Pascoe, 1860
    - Phloeodalis Erichson, 1845
    - Phloeonemus Erichson, 1845
    - Phormesa Pascoe, 1863
    - Phorminx Carter & Zeck, 1937
    - Phreatus Pascoe, 1863
    - Priolomopsis Dajoz, 1982
    - Priolomus Erichson, 1845
    - Pristoderus Hope, 1840
    - Prosteca Wollaston, 1860
    - Protarphius Broun, 1893
    - Pseudocorticus Hinton, 1935
    - Pseudotarphius Wollaston, 1873
    - Rechodes Erichson, 1845
    - Recyntus Broun, 1882
    - Rytinotus Broun, 1880
    - Sallachius Pope, 1959
    - Sassaka Pope, 1961
    - Sechellotoma Dajoz, 1980
    - Sparactus Erichson, 1845
    - Sprecodes Pope, 1961
    - Sympanotus Sharp, 1886
    - Synagathis Carter & Zeck, 1937
    - Syncalus Sharp, 1876
    - Synchita Hellwig, 1792
    - Tarphiomimus Wollaston, 1873
    - Tarphiosoma Wollaston, 1862
    - Tarphius Erichson, 1845
    - Todima Grouvelle, 1893
    - Trachypholis Erichson, 1845
    - Trigonophloeus Dajoz, 1980
    - Vitiacus Broun, 1893
    - Xylolaemus Reitter, 1882
    - Zanclea Pascoe, 1863
- Zopherinae Solier, 1834
  - Tribu Latometini Slipinski & Lawrence, 1999
    - Latometus Erichson, 1842
    - Notorthocerus Slipinski & Lawrence, 1999
    - Orthocerodes Slipinski & Lawrence, 1999

  - Tribu Phellopsini Slipinski & Lawrence, 1999
    - Phellopsis LeConte, 1862

  - Tribu Pycnomerini Erichson, 1845
    - Dechomus Jacquelin du Val, 1859
    - Pycnomerodes Broun, 1886
    - Pycnomerus Erichson, 1842

  - Position incertaine
    - Exeniotis Pascoe, 1873
    - Meralius Casey, 1907
    - Notocerastes Carter, 1926
    - Phaennis Champion, 1894

  - Tribu Usechini Horn, 1867
    - Usechimorpha Blaisdell, 1929
    - Usechus Motschulsky, 1845

  - Zopherinaeincertae  
    - Cotulades Pascoe, 1860
    - Docalis Pascoe, 1860

  - Tribu Zopherini Solier, 1834
    - Noserinus Casey, 1907
    - Nosoderma Solier, 1841
    - Phloeodes LeConte, 1862
    - Scoriaderma Fairmaire, 1880
    - Zopher Slipinski & Lawrence, 1999
    - Zopherosis Adam White, 1859
    - Zopherus Gray, 1832

Selon la base de paléobiologie de Fossilworks.org (Paleobiology Database (25 juillet 2015)), la famille compte deux sous-familles et un genre :
- Sous-famille Colydiinae Erichson, 1842
  - Tribu Colydiinii Billberg, 1820
    - Genre Colydium Fabricius, 1792

  - Tribu Orthocerini Blanchard, 1845
    - Genre Orthocerus King, 1844

  - Tribu Synchitini Erichson, 1845
    - Genre Bitoma Herbst, 1793
    - Genre Xylolaemus Redtenbacher, 1857
- Sous-famille Zopherinae Solier, 1834
  - Tribu Monommatini Blanchard 1845
    - Genre Monomma Klug 1833

  - Tribu Pycnomerini Erichson 1845
    - Genre Pycnomerus Erichson 1842

  - Tribu Zopherini Solier 1834
    - Genre Nosoderma Guerin-Meneville 1838
- Genre Syntarsus Fairmaire, 1869